# Euphorbia pondii
Euphorbia pondii är en törelväxtart som beskrevs av Charles Frederick Millspaugh. Euphorbia pondii ingår i släktet törlar, och familjen törelväxter. Inga underarter finns listade i Catalogue of Life.